# 竖琴手同盟
竖琴手同盟（Harpers）是角色扮演游戏《龙与地下城》中《被遗忘的国度》设定里的一个代表善良力量的秘密组织。主要由人类与精灵的吟遊诗人和游侠组成。他们的任务是保持世界的平衡，破坏邪恶者的阴谋。

## 参看
- 散塔林会